# Ernst Kohlrausch
Pour les articles homonymes, voir Kohlrausch.
Ernst Kohlrausch (né le 26 novembre 1850 à Lunebourg et mort le 16 mai 1923 à Hanovre) est un professeur d'éducation physique et de sciences et un pionnier de la cinématographie allemand. Pour analyser le mouvement humain, il mit au point un chronophotographe, appareil permettant d'obtenir des séries de photos d'objets animés. Il fut probablement le premier à présenter des images animées au public allemand en 1893. Son fils Wolfgang Kohlrausch (1888-1980) fut un important médecin du sport.

## Biographie
Le grand-père d'Ernst Kohrausch, Heinrich Friedrich Theodor Kohlrausch était Directeur général des écoles de Hanovre. Son père était recteur de l'École royale du Johanneum de Lunebourg (de). Après ses études au Johanneum, Ernst Kohlrausch obtint un diplôme de professeur de gymnastique et devient membre de StMV Blaue Sänger Göttingen (de). À partir de 1875, il prit un poste de professeur de physique, de mathématiques et de gymnastique au lycée Kaiser Wilhelm de Hanovre. Comme membre du Club de gymnastique de Hanovre, il fut représentant du secteur (en allemand : Turngau) Leiser-Weser et Hanovre (Basse-Saxe) des sociétés de gymnastique puis participa à la fondation de l'Amicale des professeurs de gymnastique d'Allemagne du Nord-Ouest (en allemand : Nordwestdeutschen Turnlehrerverein).
En 1878, il fut reçu docteur dans la spécialité "La mécanique du travail en gymnastique" de l'Université de Marbourg. Sa thèse porte sur les scolopendres. En septembre 1882, il épousa Dorothea Wilhelmine Friederike Kühnemann (1864–1922), de Francfort, qui était l'une de ses élèves.
À côté de son activité professorale, il participa activement au développement des sciences gymniques. Dans les années 1880, il développa l'usage de la photographie pour améliorer l'analyse des mouvements du corps, stimulé par les travaux antérieurs d'Ottomar Anschütz (1846-1907). Son objectif était de rendre visibles les mouvements rapides des exercices de gymnastique imperceptibles à l'œil nu.
En octobre 1890, il obtint un brevet pour son premier appareil chronophotographique. Celui-ci se composait d'une roue sur laquelle étaient disposées 24 chambres photographiques. L'opérateur mettait la roue en mouvement jusqu'à la vitesse souhaitée puis déclenchait les obturateurs pour obtenir une série de plaques photographiques. Kohlrausch conçut son appareil surtout en bois et en carton afin que son faible coût de construction le rende accessible à tous les pédagogues. Après expertise du physicien Hermann von Helmholtz et du physiologiste Emil du Bois-Reymond, Kohlrausch reçut une bourse pour la construction d'un second appareil, ainsi qu'un congé d'un an pour la mise au point de l'appareil et la rédaction d'une publication.
À partir de 1894, Ernst Kolrausch se consacra à l'utilisation de son chronophotographe pour l'analyse des mouvements du corps humain. Il prit sa retraite en 1916. Comme promoteur du mouvement du Turnverein, Kohlrausch se consacra à l'épanouissement du sport et de la jeunesse. Le Turn-Club de Hanovre décerne annuellement une médaille "Ernst Kohlrauscn".

## Œuvres
- Quatre exemplaires du chronophotographe de Kohlrausch se trouvent au Musée allemand de Munich.
- Nombreuses publication en allemand sur la physiologie du sport.

## Thèse
- Ernst Kohlrausch, Beiträge zur Kenntniss der Scolopendriden (thèse), 1878, [lire en ligne].